# Élection présidentielle au Portugal
Au Portugal, l’élection présidentielle (en portugais : eleição presidencial) est le processus électoral qui permet la désignation du président de la République pour un mandat de cinq ans.
Organisée depuis l'avènement de la Première République, elle se tient depuis la révolution des Œillets de 1974 au suffrage universel direct.

## Historique

### Première République
La Constitution de 1911 dispose que « Seuls peuvent être élus président de la République les citoyens portugais âgés d'au moins 35 ans jouissant de leurs droits civils et politiques et qui n'ont pas eu d'autre nationalité ».
L'élection présidentielle se tient au suffrage indirect. Le président est élu par le Congrès de la République (pt), composé de la Chambre des députés et du Sénat de la République, à la majorité des deux tiers des députés et des sénateurs. Son mandat est de quatre ans et n'est pas immédiatement renouvelable.
Par un décret de 1918, l'élection passe au suffrage universel direct et au scrutin uninominal majoritaire à un tour. Cette disposition est suspendue quelques mois plus tard, pour en revenir au texte constitutionnel.

### Dictature nationale et Estado Novo
La Constitution de 1933 (pt) prévoit que « Seuls peuvent être élus président de la République les citoyens portugais âgés d'au moins 35 ans jouissant de leurs droits civils et politiques et qui ont toujours eu la nationalité portugaise ».
L'élection présidentielle se tient initialement au suffrage universel direct pour un mandat de sept ans renouvelable. La révision constitutionnelle de 1959 modifie le mode de scrutin, qui passe de nouveau au suffrage indirect : le chef de l'État est alors élu par un collège électoral qui réunit l'Assemblée nationale (pt), la Chambre corporative (pt) et des délégués des assemblées municipales.

### Troisième République
La Constitution de 1976 annonce que « Les citoyens qui sont électeurs, portugais de naissance, âgés de plus de 35 ans sont éligibles ».
L'élection présidentielle se tient au suffrage universel direct selon les modalités du scrutin uninominal majoritaire à deux tours pour un mandat de cinq ans renouvelable une fois.

## Résultats depuis 1976
| Élection | Tour | Participation | Vainqueur | Vainqueur               | Vainqueur | Vainqueur | Deuxième | Deuxième                   | Deuxième | Deuxième |
| -------- | ---- | ------------- | --------- | ----------------------- | --------- | --------- | -------- | -------------------------- | -------- | -------- |
| 1976     | 1er  | 75,47 %       |           | António Ramalho Eanes   | Ind.      | 61,59 %   |          | Otelo Saraiva de Carvalho  | Ind.     | 16,46 %  |
| 1980     | 1er  | 84,39 %       |           | António Ramalho Eanes   | Ind.      | 56,44 %   |          | Soares Carneiro            | Ind.     | 40,23 %  |
| 1986     | 2e   | 77,99 %       |           | Mário Soares            | PS        | 51,18 %   |          | Diogo Freitas do Amaral    | CDS      | 48,82 %  |
| 1991     | 1er  | 62,16 %       |           | Mário Soares            | PS        | 70,35 %   |          | Basílio Horta              | CDS      | 14,16 %  |
| 1996     | 1er  | 66,29 %       |           | Jorge Sampaio           | PS        | 53,91 %   |          | Aníbal Cavaco Silva        | PPD/PSD  | 46,09 %  |
| 2001     | 1er  | 49,71 %       |           | Jorge Sampaio           | PS        | 55,55 %   |          | Joaquim Ferreira do Amaral | PPD/PSD  | 34,68 %  |
| 2006     | 1er  | 61,53 %       |           | Aníbal Cavaco Silva     | PPD/PSD   | 50,54 %   |          | Manuel Alegre              | Ind.     | 20,74 %  |
| 2011     | 1er  | 46,52 %       |           | Aníbal Cavaco Silva     | PPD/PSD   | 52,95 %   |          | Manuel Alegre              | PS       | 19,74 %  |
| 2016     | 1er  | 48,84 %       |           | Marcelo Rebelo de Sousa | PPD/PSD   | 52,00 %   |          | António Sampaio da Nóvoa   | Ind.     | 22,88 %  |
| 2021     | 1er  | 39,49 %       |           | Marcelo Rebelo de Sousa | Ind.      | 60,70 %   |          | Ana Gomes                  | PS       | 12,97 %  |